# Grand Prix Bari 1986
Il Grand Prix Bari 1986, noto come Kim Top Line per motivi di sponsorizzazione, è stato un torneo professionistico maschile di tennis giocato sulla terra rossa. È stata la 6ª edizione del torneo – la terza inserita nel circuito Grand Prix – e si è svolta nell'ambito del Grand Prix 1986. Si è giocato dal 7 al 13 aprile 1986 al Circolo Tennis Bari di Bari, in Italia.

## Campioni

### Singolare
Kent Carlsson ha battuto in finale  Horacio de la Peña con il punteggio di 7–5, 6–7, 7–5

### Doppio
Gary Donnelly /  Tomáš Šmíd hanno battuto in finale  Sergio Casal /  Emilio Sánchez con il punteggio di 2–6, 6–4, 6–4